# Michael Putney

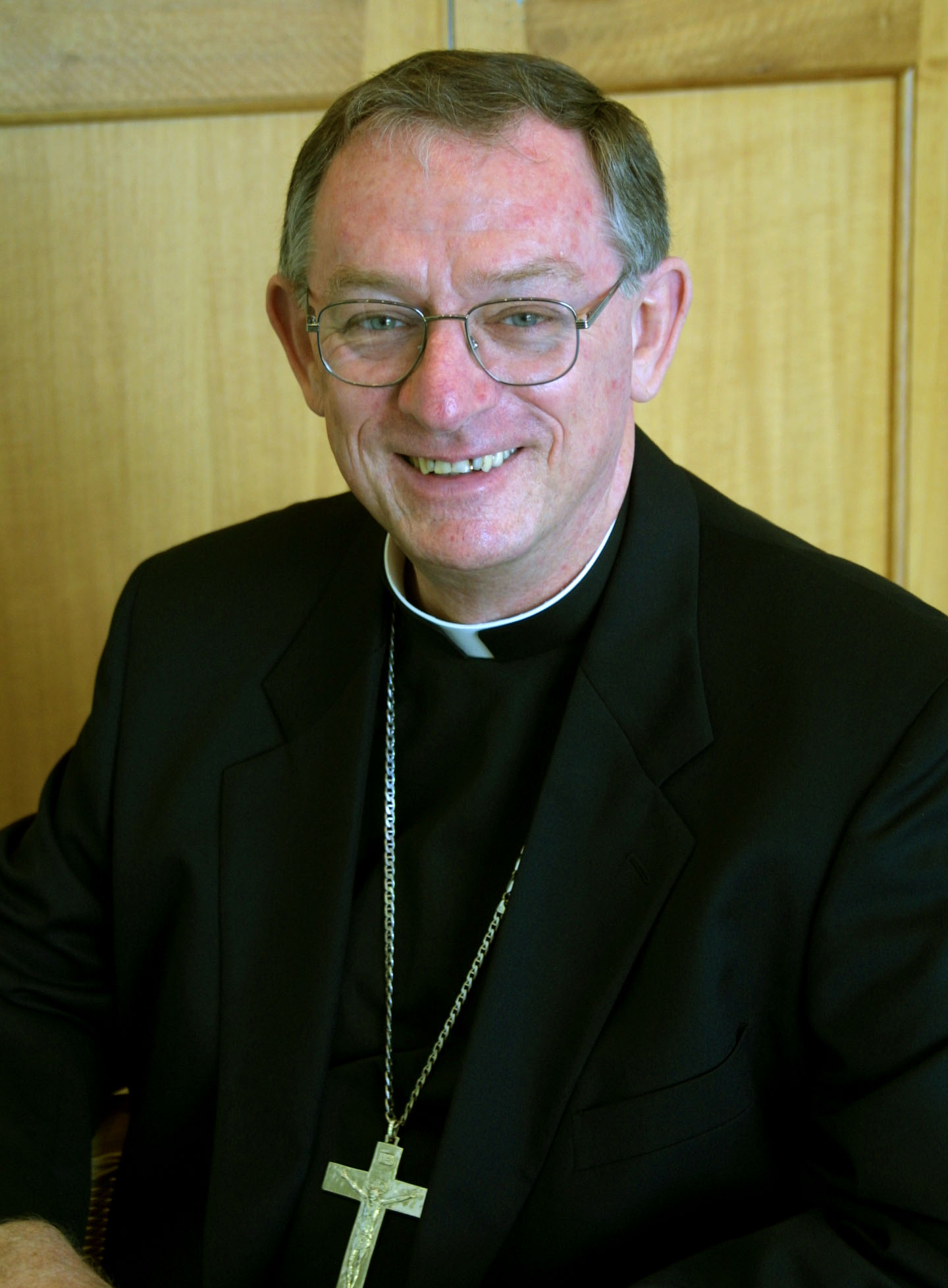
Michael Putney

Michael Ernest Putney (* 20. Juni 1946 in Gladstone, Queensland, Australien; † 28. März 2014 in Townsville) war ein australischer Geistlicher und römisch-katholischer Bischof von Townsville.

## Leben
Michael Putney besuchte die St Joseph’s Primary School und das Our Lady’s Mount College in Townsville sowie das St. Columban’s College in Albion Heights, einem Vorstadtbezirk von Brisbane. Anschließend trat er in das Priesterseminar Pius XII. in Banyo ein und studierte Katholische Theologie und Philosophie. Der Bischof von Armidale, Henry Joseph Kennedy, spendete ihm am 28. Juni 1969 die Priesterweihe. Von 1970 bis 1971 war Putney Kaplan in Burleigh Heads. Ab 1971 folgte ein Graduiertenstudium an der Päpstlichen Universität Gregoriana, wo er 1973 das Lizenziat der Theologie erwarb. Anschließend folgte ein weiterer Studienaufenthalt an der Katholischen Universität Löwen in Belgien.
Ab 1975 war Putney Dozent für Systematische Theologie am Priesterseminar in Banyo sowie bis 1981 Dozent für Sakramententheologie und Ekklesiologie am McAuley Teachers’ College, am Institute of Faith Education und am Pastoral Liturgy Institute in Brisbane. Von 1983 bis 1985 war er Assistenzprofessor für Theologie an der Päpstlichen Universität Gregoriana, wo er 1985 nach Anfertigung einer Dissertationsschrift mit dem Titel The Presence and Activity of the Holy Spirit in the Church, in the Studies of the Commission on Faith and Order (1927-1983) mit dem Prädikat summa cum laude zum Dr. theol. promoviert wurde.
Papst Johannes Paul II. ernannte ihn am 31. Mai 1995 zum Titularbischof von Mizigi und zum Weihbischof in Brisbane. Die Bischofsweihe spendete ihm der Erzbischof von Brisbane, John Alexius Bathersby, am 27. Juli desselben Jahres; Mitkonsekratoren waren Francis Roberts Rush, emeritierter Erzbischof von Brisbane, und William Martin Morris, Bischof von Toowoomba. Sein Wahlspruch Exsultabit super te in laude entstammt dem Buch Zefanja (Zef 3,17 ).
Am 24. Januar 2001 wurde er durch Johannes Paul II. zum Bischof von Townsville ernannt und am 27. März desselben Jahres in das Amt eingeführt. Er war Mitglied des ständigen Ausschusses der Australischen Bischofskonferenz, stellvertretender Vorsitzender der Dialogkommission der Methodisten und römisch-katholischen Kirche und Vorsitzender des Nationalen australischen Kirchenrates. Zudem engagierte er sich in der Kommission für Mission und Glaubensvermittlung. Putney wurde 2004 von Johannes Paul II. in den Päpstlichen Rat zur Förderung der Einheit der Christen berufen.
Michael Putney war der erste Prior der 2002 neugegründeten Ordensprovinz Nord-Queensland des Ritterordens vom Heiligen Grab zu Jerusalem. 2013 wurde er für sein Engagement mit dem Order of Australia (AM) ausgezeichnet. 
Putney erlag im März 2014 im Alter von 67 Jahren einem 2012 diagnostizierten Krebsleiden.